# Казачье (Оржицкий район)
Казачье (укр. Козаче) — село,
Воронинцевский сельский совет,
Оржицкий район,
Полтавская область,
Украина.
Код КОАТУУ — 5323680402. Население по переписи 2001 года составляло 220 человек.

## Географическое положение
Село Казачье находится на правом берегу реки Слепород,
выше по течению примыкает село Максимовщина,
ниже по течению примыкает село Котляревское,
на противоположном берегу — село Воронинцы.

## Экономика
- Молочно-товарная ферма.